# Monti Akademii-Nauk

Carta del Pamir

I Monti Akademii-Nauk, o Monti Accademia delle Scienze, (in russo Хребет Академии Наук, Chrebet Akademii Nauk; in tagico Қаторкуҳи Академияи Фанҳо, Qatorkŭhi Akademiyai Fanho) sono una catena montuosa nel Pamir occidentale in Tagikistan. La catena fu scoperta da Nikolai L. Korženevskij nel 1927 e denominata in onore della Accademia delle scienze dell'URSS.
La catena si estende per circa 110 km. La vetta più alta è il Picco Ismail Samani (7495 m), il punto più alto del Tagikistan. Le 24 cime dei Monti Akademii-Nauk hanno un'altezza superiore ai 6000 m. Fanno parte delle vette più alte il Picco Korženevskaja e il Picco Rossija.
I monti sono composti da rocce sedimentarie e metamorfiche del Paleozoico, in parte graniti. Le nevi eterne che ricoprono la catena alimentano il ghiacciaio Fedchenko.